# Годзила срещу Конг
</ref> През февруари 2021 г., Comingsoon.net също отбелязва, че бюджетът на филма е $200 милиона.}}
| предишна_част      = „Годзила: Кралят на чудовищата“ (2019)
| следваща_част      = „Годзила и Конг: Новата империя“ (2024)
| свързани_продукции = „МонстърВърс“
| уебсайт            = http://www.godzillavskong.com/
| код-IMDB           = 5034838
| код-Allmovie       = 644550
}}
„Годзила срещу Конг“ (на английски: Godzilla vs. Kong) е американски филм за чудовища от 2021 година на режисьора Адам Уингард. Той е продължение е на филмите „Конг: Островът на черепа“ (2017) и „Годзила: Кралят на чудовищата“ (2019), това е четвъртият филм във МонстърВърс на Legendary Pictures. Той е също 36-ият филм от поредицата „Годзила“ и 12-ият филм от поредицата „Кинг Конг“, и е четвъртият филм на „Годзила“, за да бъде продуциран от холивудско студио. Във филма участват Александър Скарсгорд, Мили Боби Браун, Ребека Хол, Браян Тайри Хенри, Шун Огури, Ейса Гонсалес, Джулиън Денисън, Ланс Редик, Кайл Чандлър и Демиан Бичир.
Проектът е обявен през октомври 2015 г., когато Legendary Pictures обяви плановете за споделената кино вселена между Годзила и Кинг Конг. През 2017 г. Уингарт е обявен като режисьор на филма. Снимките започват през ноември 2018 г. в Хавай, Австралия и Хонг Конг и приключват през април 2019 г.
След като премиерата на филма е отложена през ноември 2020 г. по време на пандемията от COVID-19, филмът е пуснат международно на 24 март 2021 г. и в Съединените щати на 31 март, където е пуснат самостоятелно по HBO Max.